# Касеро (Пистоја)
Касеро је насеље у Италији у округу Пистоја, региону Тоскана.
Према процени из 2011. у насељу је живело 17 становника. Насеље се налази на надморској висини од 242 м.